# Cap San Diego (schip, 1962)
Cap San Diego was een vrachtschip van Hamburg Süd. Het schip kwam in 1962 in de vaart en onderhield diensten tussen Duitsland en Zuid-Amerika. Het is nu een museumschip en ligt afgemeerd in het centrum van Hamburg in Duitsland.
Het schip werd besteld door de rederij Hamburg-Südamerikanische Dampfschifffahrts-Gesellschaft Eggert & Amsinck ook wel afgekort tot Hamburg Süd. Het was de laatste in een serie van zes identieke schepen. Het schip onderhield een reguliere dienst tussen Duitsland en de oostkust van Zuid-Amerika. Na 120 trips van elk ongeveer 60 dagen werd het schip in 1981 verkocht. Het wisselde enkele keren van eigenaar en werd vooral ingezet in de wilde vaart. In 1986 waren er plannen voor de sloop, maar op 12 augustus 1986 nam de stad Hamburg het over om er een museumschip van te maken. De overige vijf schepen van de serie waren al door de slopers aangepakt.
Op 31 oktober 1986 kwam ze terug aan in de thuishaven. Het schip werd opgeknapt en de deuren van het museumschip gingen in 1988 voor het eerst open. De Cap San Diego kan nog steeds op eigen kracht varen. Het schip ligt aan de kade in de Elbe in het centrum van de stad. Bijna het gehele schip is voor het publiek toegankelijk en in de ruimen worden tijdelijke exposities gehouden. Er is op ook een beperkte capaciteit om op het schip te overnachten. Het schip en museum worden beheerd door de Stiftung Hamburger Admiralität. 

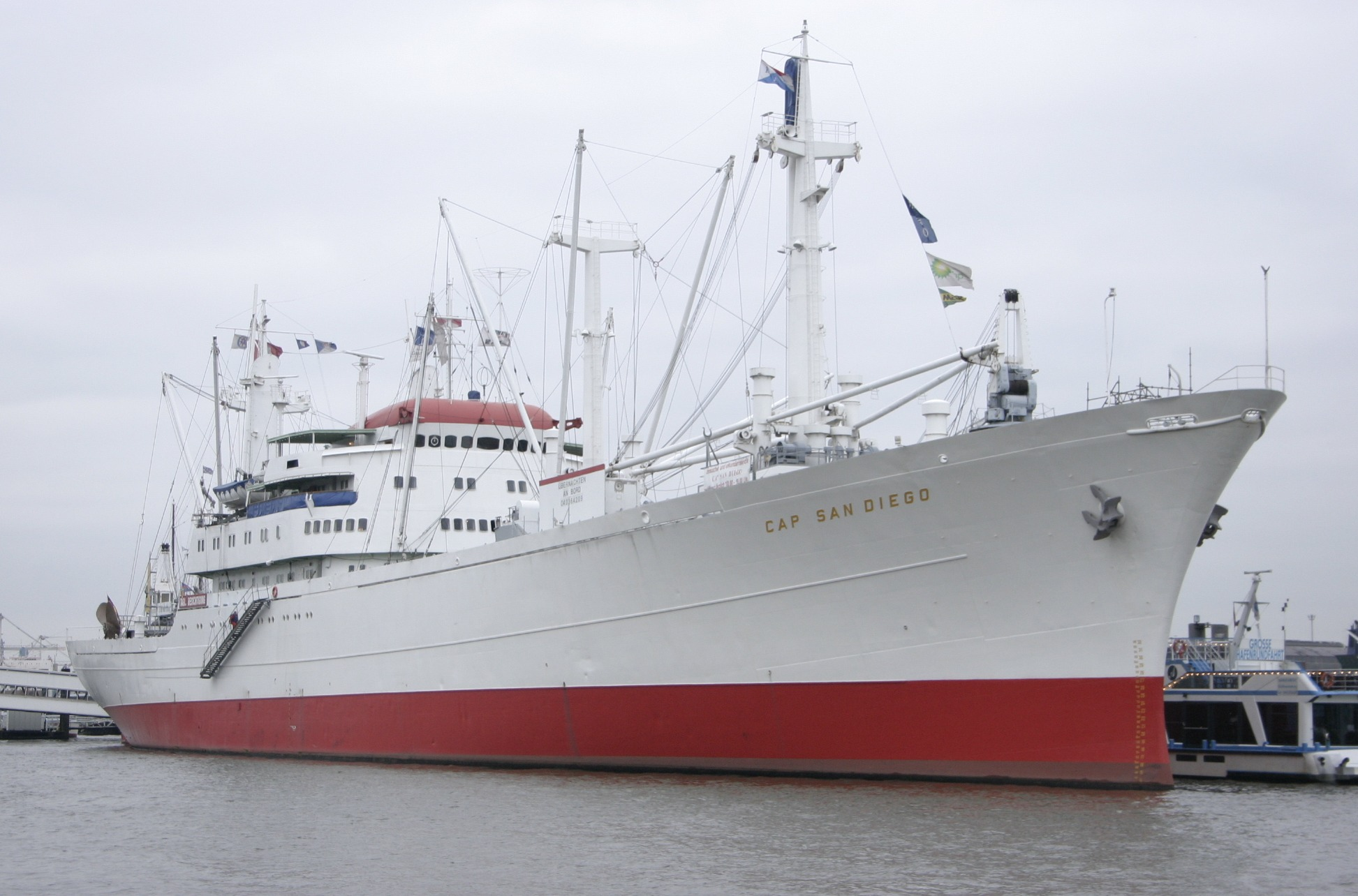
Gemeerd in de haven van Hamburg
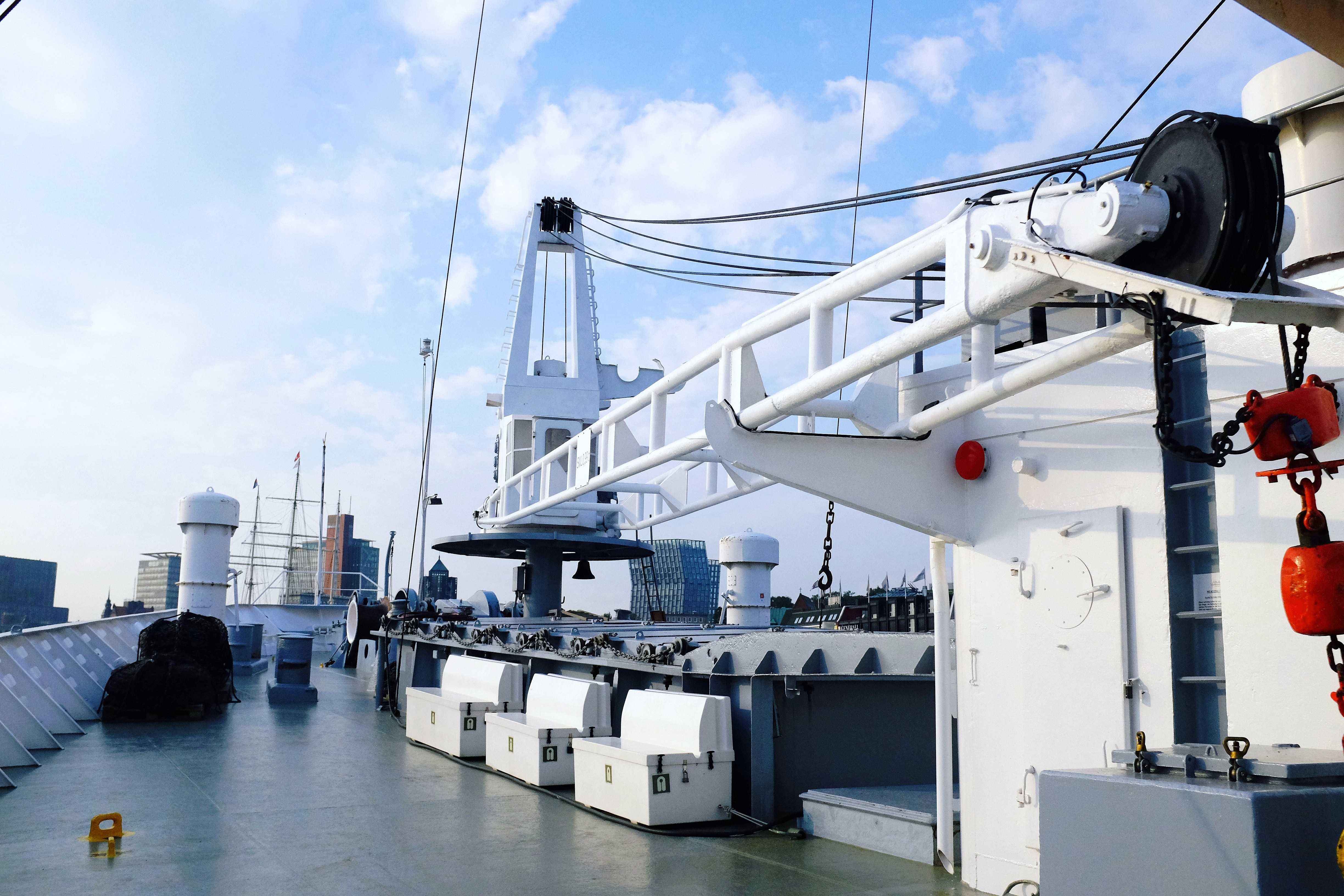
Het dek van Cap San Diego
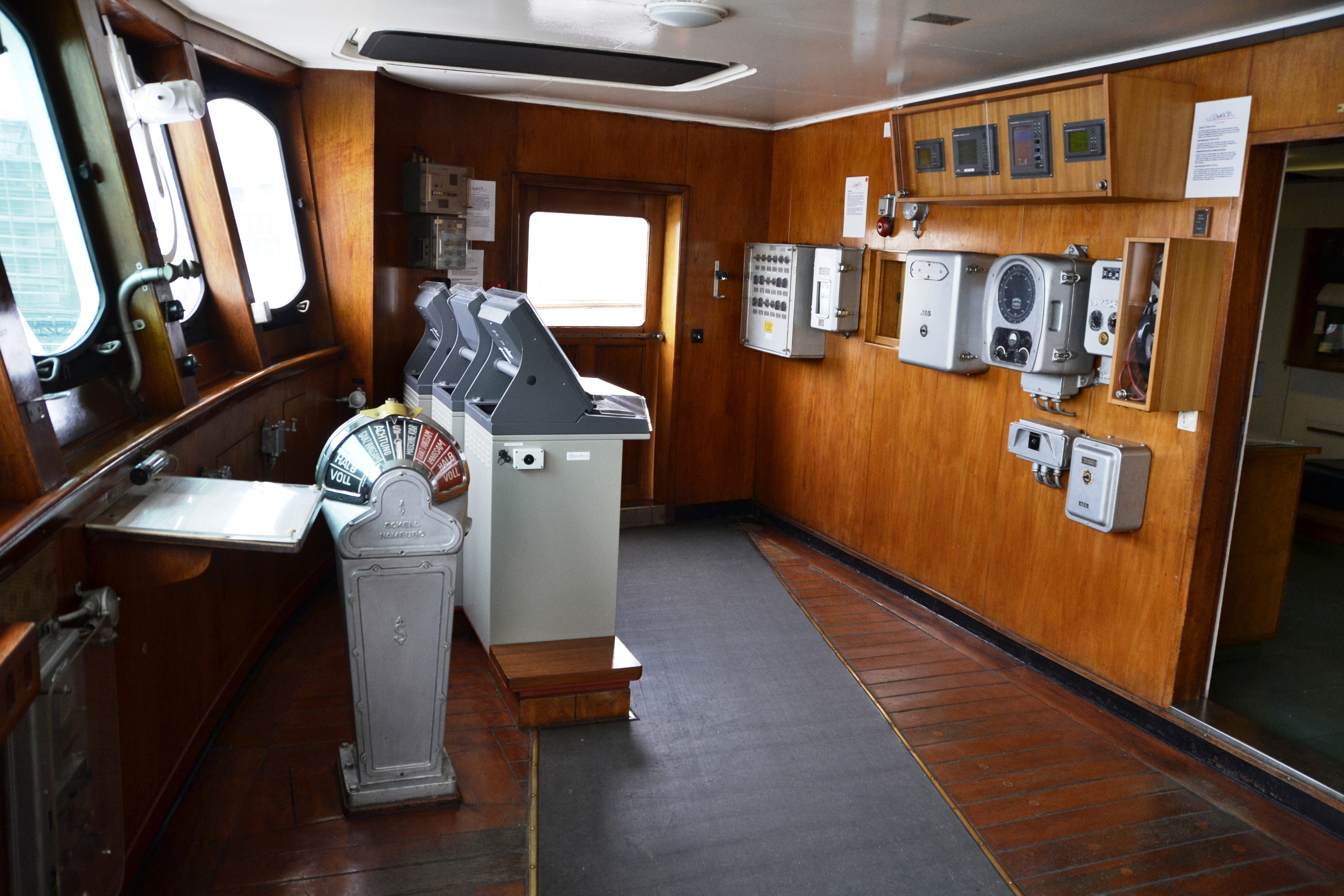
Deel van de brug
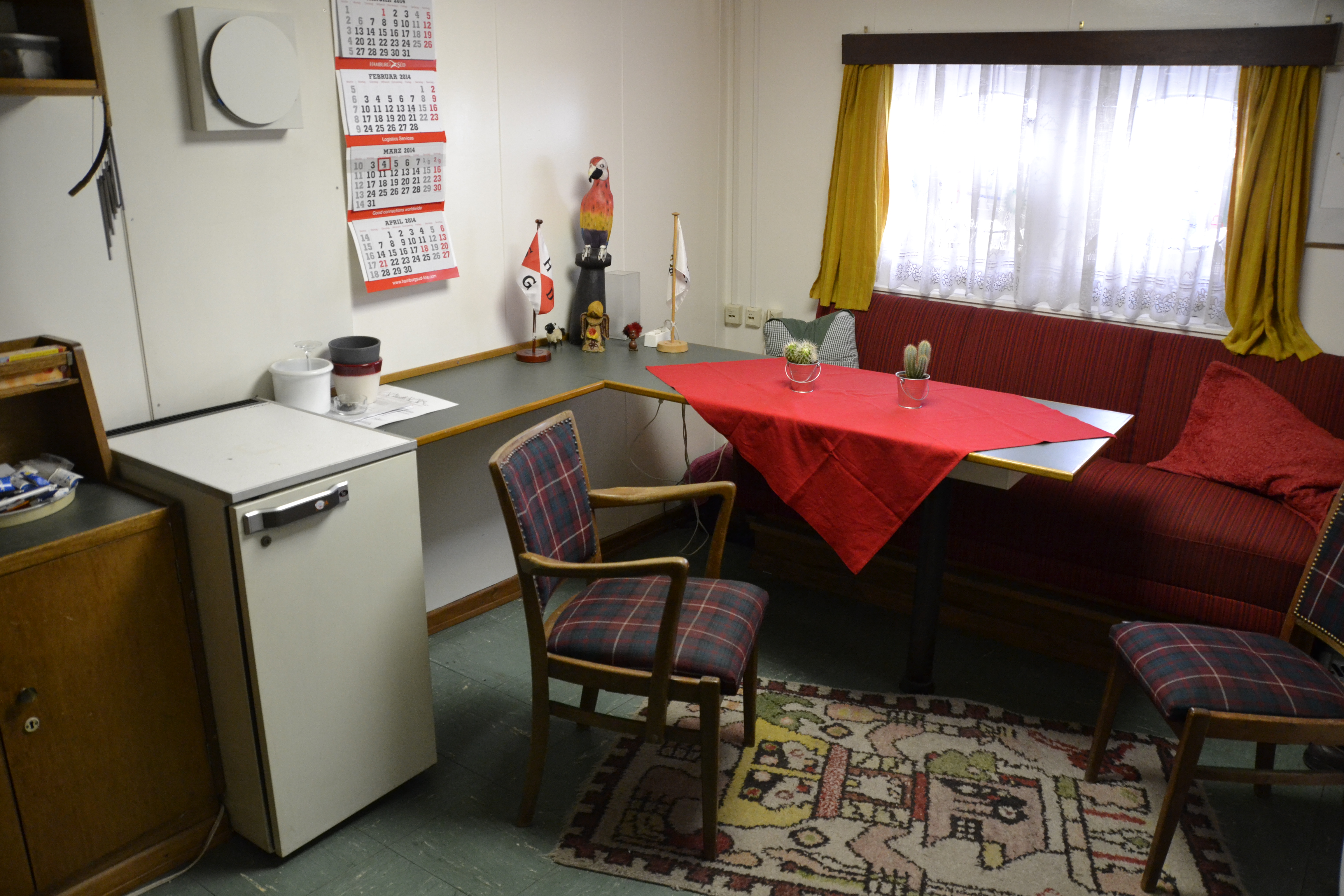
Hut voor de bemanning
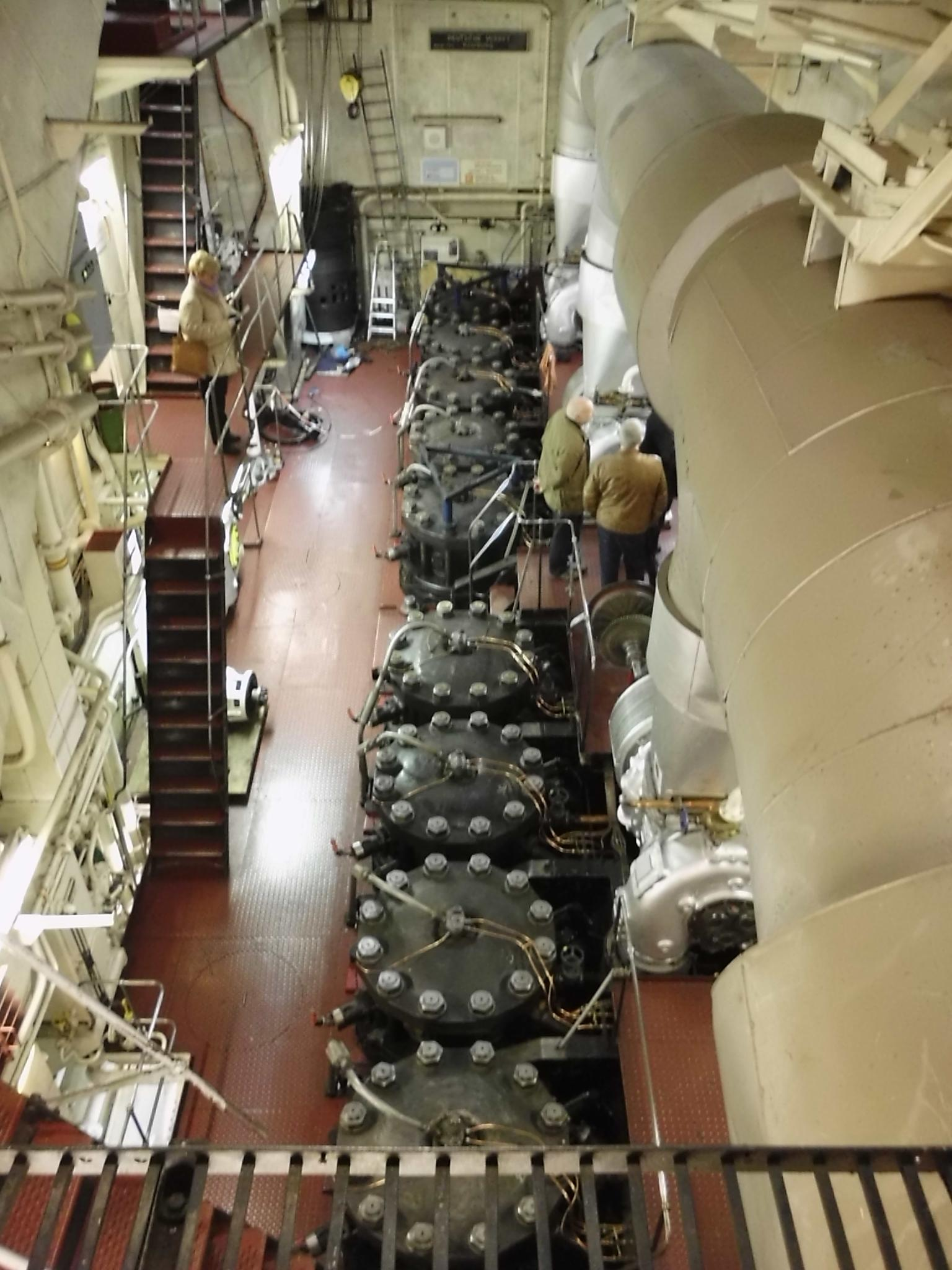
Machinekamer